# Brenke und Wald am Hohen Rott bei Verliehausen
Brenke und Wald am Hohen Rott bei Verliehausen este o arie protejată (sit de importanță comunitară — SCI) din Germania întinsă pe o suprafață de 103,05 ha, integral pe uscat.

## Localizare
Centrul sitului Brenke und Wald am Hohen Rott bei Verliehausen este situat la coordonatele 51°36′50″N 9°41′46″E / 51.6139°N 9.6961°E.

## Înființare
Situl Brenke und Wald am Hohen Rott bei Verliehausen a fost declarat sit de importanță comunitară în ianuarie 2005 pentru a proteja 2 specii de animale.

## Biodiversitate
Situată în ecoregiunea continentală, aria protejată conține 1 habitat natural: Păduri de fag Luzulo-Fagetum.
La baza desemnării sitului se află mai multe specii protejate de  mamifere (2): liliac cu urechi mari (Myotis bechsteinii), liliac comun (Myotis myotis).